# Leptoteratura kevani
Leptoteratura kevani är en insektsart som beskrevs av Andrej Vasiljevitj Gorochov 1998. Leptoteratura kevani ingår i släktet Leptoteratura och familjen vårtbitare. Inga underarter finns listade i Catalogue of Life.